# 天津传媒学院
天津传媒学院（英語：Tianjin College of Media and Arts，缩写TCMA），前身是成立于2004年天津体育学院运动与文化艺术学院，位于天津市蓟州区盘山大道68号。
2021年2月2日，经中华人民共和国教育部批准，原属天津体育学院管理的独立学院天津体育学院运动与文化艺术学院脱离该校管理，并转设为民办普通高等学校天津传媒学院，由北京歌德永乐文化发展有限公司全资持有。